# Nexo del Agujero de Gusano
En el universo de la serie de Miles Vorkosigan, de la autora Lois McMaster Bujold, así es como se conoce al conjunto de sistemas habitados comunicados por agujeros de gusano, término que hace referencia a su interconexión.
El método utilizado para viajar entre sistemas solares en el universo de Miles Vorkosigan, según la tecnología descrita por la autora, se consigue a través de los agujeros de gusano, anomalías en el espacio-tiempo que comunican dos espacios-tiempo diferentes y permiten viajar de forma instantánea entre lugares muy lejanos del universo. Las naves equipadas con la tecnología necesaria para realizar este viaje se llaman naves de Salto. La mayoría de los viajes entre sistemas solares habitados requieren más de un salto. Estas naves emplean gravedad artificial y pueden soportar enormes aceleraciones, permitiendo atravesar sistemas de agujero de gusano en agujero de gusano en cuestión de horas o días. 
La vida en el Nexo es extremadamente variada. Algunos viven en hábitats espaciales con gravedad artificial y nunca ponen un pie en un planeta. Aparte de la industria espacial, estos hábitats se suelen disponer cerca de los puntos de salto del agujero de gusano más cercano, y actúan al servicio del tráfico interestelar. También existen estaciones militares que controlan los puntos de salto, y que sirven tanto para la defensa del lugar como para proporcionar refuerzos rápidamente allí donde se necesiten.
Es posible invadir otro sistema a través de un agujero de gusano, aunque hay modos de bloquear temporalmente el tráfico, enviando una nave a autodestruirse durante el salto en misión suicida. Los pilotos de salto son difíciles de reemplazar, así que esta clase de táctica se usa raramente incluso por culturas como la Barrayaresa, que no valoran demasiado la vida individual. Como Miles hace notar en una ocasión, la mejor forma de tomar un agujero de gusano es desde ambos extremos simultáneamente, lo que lo convierte en un problema de engaño y astucia.
Los planetas habitados del Nexo alojan toda clase de grupos humanos, desde la cultura únicamente masculina de Athos hasta la liberal y tecnológicamente superior Colonia Beta, la hegemónica Cetaganda y la puramente capitalista Jackson's Whole. Además de los planetas donde se desarrolla a trama, existen numerosos planetas dedicados a la agricultura o incluso a la piratería.

## Curiosidades
Lois McMaster Bujold nunca ha hecho público un mapa completo con todos los lugares del universo de Miles Vorkosigan.